# Sistema de recuperação de energia cinética

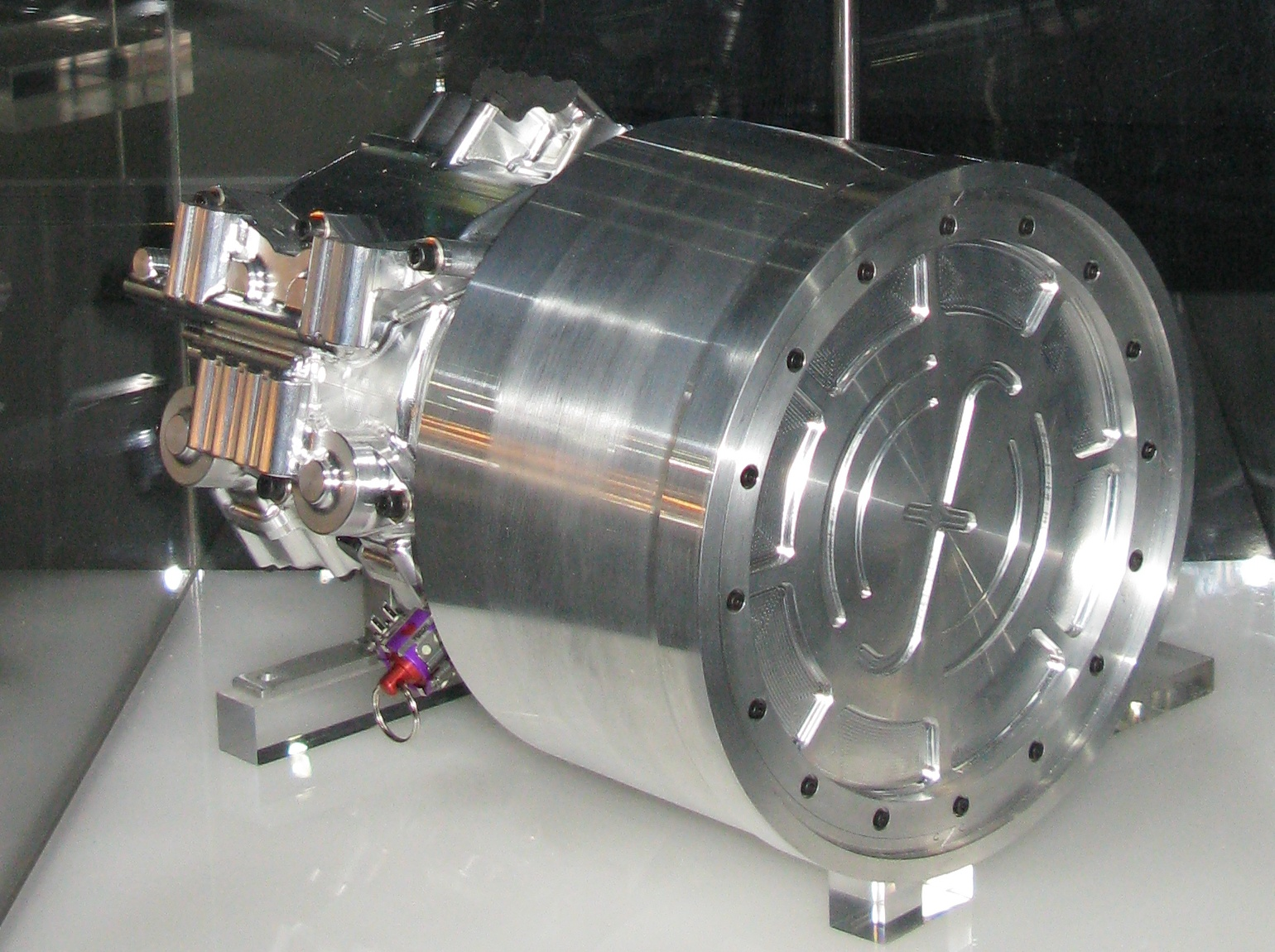
Sistema de recuperação de energia de um carro de Fórmula 1.

Princip KERS.

SREC ou KERS (acrónimo de Sistema de Recuperação de Energia Cinética, em inglês Kinetic Energy Recovery Systems) é um sistema de frenagem/travagem usado no mundo do automobilismo, que recupera uma parte da energia cinética gerada pela desaceleração, em vez de toda esta se perder na forma de calor.
O método mais comum de armazenar energia é mediante a eletricidade guardada em baterias ou em supercondensadores. Outro é guardar a energia mecânica num sistema de volante de inércia.
O termo é dado genericamente aos dispositivos que recolhem a energia cinética gerada na desaceleração do carro que seria desperdiçada e, em seguida, a reutiliza.  Ao serem acionados os freios a energia do torque resultante normalmente desperdiçada é transformada em eletricidade e levada a um capacitor, o qual alimenta o sistema propriamente dito, o qual, ligado ao eixo de propulsão do motor, faz com que ganhe potência.
Existe também o Flybrid, que é um volante de inércia acoplado a uma transmissão, armazenando a energia libertada durante a frenagem do carro pela sua própria rotação. Esta energia que foi guardada no momento da frenagem do veículo é reutilizada quando o piloto acionar um botão.  Este sistema foi introduzido na Fórmula 1 em 2009 por algumas equipas, tendo sido utilizado de forma intermitente visto que, mesmo sendo um processo relativamente simples, requer um delicado conjunto de peças que trabalham em altíssima velocidade (64500 rpm no sistema).
Em 2014 a Fórmula 1 introduziu novos regulamentos, com motores hibridos mais potentes e eficientes, com dois sistemas de recuperação de energia: um partir dos gases de escape e outro de energia cinética na travagem, cuja energia é armazenada em baterias.
O KERS foi também utilizado noutras categorias desportivas, nomeadamente nos sport-protótipos (LMP1) que correram nas 24 Horas de Le Mans e no Campeonato Mundial de Endurance da FIA (WEC) desde 2012.